# Philippe IV (Vélasquez, Dallas)
Pour les articles homonymes, voir Philippe IV.
Philippe IV est une huile sur toile attribuée à Vélasquez, peinte vers 1623 ou 1624. et conservée à Dallas au Meadows Museum. C'est un portrait du roi Philippe IV d'Espagne.

## Historique
D'après Francisco Pacheco, peu de temps après son arrivée à Madrid en août 1623, Vélasquez fit un portrait de son protecteur Juan de Fonseca y Figueroa, valet de chambre du roi, qui lui ordonna immédiatement de réaliser un portrait du roi.
Pacheco, maître et beau-père du peintre, nota avec précision la date de réalisation de ce portrait, le 30 août 1623. Ce portrait peint en une seule journée devait servir de modèle pour un portrait équestre d'apparat ultérieur, ainsi que pour des copies privées comme celles commandée par doña Antonia Ipeñarrieta, qui en décembre 1624 paya à Vélasquez 800 ducats pour trois portraits : celui du roi, celui du comte-duc d'Olivares et celui de son défunt époux. 
D'après Pacheco, peu après, « après cela, une fois terminé le portrait de Sa Majesté à cheval d'après nature, jusqu'au paysage, avec la licence et le goût [du roi] il se rendit dans la rue Mayor, face à Saint Philippe, avec l'admiration de toute la cour et l'envie de ceux de l'art, ce dont je suis témoin ». Antonio Palomino, faisant référence au premier portrait, qu'il imagina à cheval et en armure « sentencieusement étudié, avec l'attention, que demandait un si grand sujet, dans un grand cadre, aux dimensions naturelles et imité jusqu'au paysage ». En réalité, Pacheco semble faire allusion à un simple buste exécuté rapidement, puisqu'il est peu probable que le roi eût posé durant de longues heures lors de la première rencontre ; le propre Pacheco se dit émerveillé et prit comme une faveur extrême du roi de poser pour son gendre assis durant trois heures continues « quand il en fit le portrait à cheval » après le voyage en Italie, après 1630. Ce premier tableau, croquis ou ébauche d'après nature, serait celui utilisé par la suite pour compléter à l'atelier le portrait équestre auquel tant Pacheco que Palomino, font référence et qui est aujourd'hui disparu. Vélasquez y aurait travaillé durant plus de temps et ne l'aurait considéré pour terminé que peu avant août 1625, lorsque Julio César Semín, encadreur, fut payé pour un encadrement pour une exposition dans la rue Mayor.
Les affirmations de Pacheco ont suscité diverses interprétations et tentatives d’identifier le premier portrait d'après nature de Vélasquez. Le plus pertinent des candidats — de la version terminée en atelier — serait d'après August L. Mayer et Jonathan Brown ce portrait mal conservé du buste de Philippe IV de Dallas, qui fut employé dans un grand nombre de copies et de versions de corps entier, et notamment pour la première version du portrait complet de Philippe IV Philippe IV du Musée du Prado. López-Rey, signale au contraire des différences dans le dessin dans les cheveux, le front, le nez et le col par rapport au portrait sous-jacent montré par radiographie sous le Philippe IV du Prado, et pense que ce buste (qui appartint aux cardinaux Ferrari y Gaspari à Rome) fut postérieur au portrait d'après nature, mais antérieur à celui peint pour doña Antonia Ipeñarrieta (actuellement à New York, Metropolitan Museum of Art). Celui pris d'après nature le 30 août 1623 serait celui du Musée du Prado, retravaillé par Vélaquez quelques années après, vers 1628, avec une technique plus élaborée aux coups de pinceau plus légers